# PlayStation (遊戲機)
PlayStation（官方缩写为“PS”，亦通常称为“PS1”或其代号“PSX”）是由索尼電腦娛樂（現索尼互动娛樂）开发和发售的家用游戏机。主机于1994年12月3日在日本发布，1995年9月9日在北美发售，1995年9月29日在欧洲发售，1995年11月15日在澳大利亚发售。这款游戏机是PlayStation系列家用游戏机的第一款。作为第五世代遊戲機的一部分，与其他第五世代游戏机如任天堂64和世嘉土星竞争。
PlayStation是第一个“电脑娱乐系统”。一台機器有三種功能，既能玩游戏，也能播放音樂CD，部分机型还能播放影音光碟。机器出货量为1亿部，共发售了9年6个月。2000年7月，一款名为PS one的“超薄”版本发布，取代了最初的灰色版本主机，并重新以适当的名字命名，以避免与它的继任者PlayStation 2混淆。
其后代游戏机PlayStation 2于2000年发布，PlayStation 2向后兼容PlayStation的DualShock控制器和游戏。小型机型PS One的最后一批产品在2004年冬季售出，2006年正式停产。初代PlayStation的全版本总计出货達1亿249萬部。直到2006年3月23日索尼停止了PlayStation和PlayStation游戏的生产之前，PlayStation的游戏都还在继续销售，这时距离PlayStation 3上市还不到一年。

## 历史

### 开发

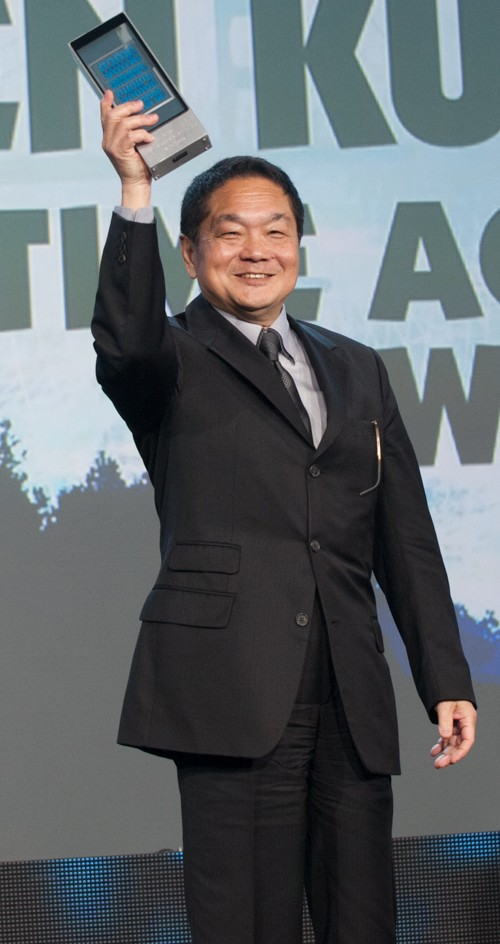
久夛良木健，PlayStation的創造者（攝於2014年）

PlayStation游戏机的问世要追溯到1986年，当时任天堂和索尼成立了一家合资企业。任天堂利用软盘技术来在红白机上补充卡带游戏的容量不足问题（即红白机的FC磁碟機附件），并希望在其后代机型超级任天堂上也用相同的策略，即使用卡带作为游戏标准载体，并搭配其他存储方式扩展存储容量。任天堂找到了索尼，请求索尼为超级任天堂开发一款CD-ROM光盘游戏附加组件，暂定其名为Play
 Station或SFC-CD或SNES-CD。索尼同意为任天堂开发，并签订了合同。任天堂之所以选择索尼来开发附加组件是因为任天堂在开发超级任天堂时，索尼的久夛良木健曾偷偷将索尼的SPC-700处理器作为八通道ADPCM音频处理器展示给任天堂。任天堂见该处理器高端的性能后，立刻决定选择索尼的SPC-700作为超级任天堂的音频处理芯片。
而久夛良木健因为在索尼不知情的情况下偷偷与任天堂合作，差点被索尼解雇。当时的索尼首席执行官大賀典雄因为久夛良木健这件事认识到了SPC-700芯片的潜力，并决定不开除久夛良木健，并继续在这个项目上与任天堂合作。索尼在这之前，都没有计划开发自己的游戏机。

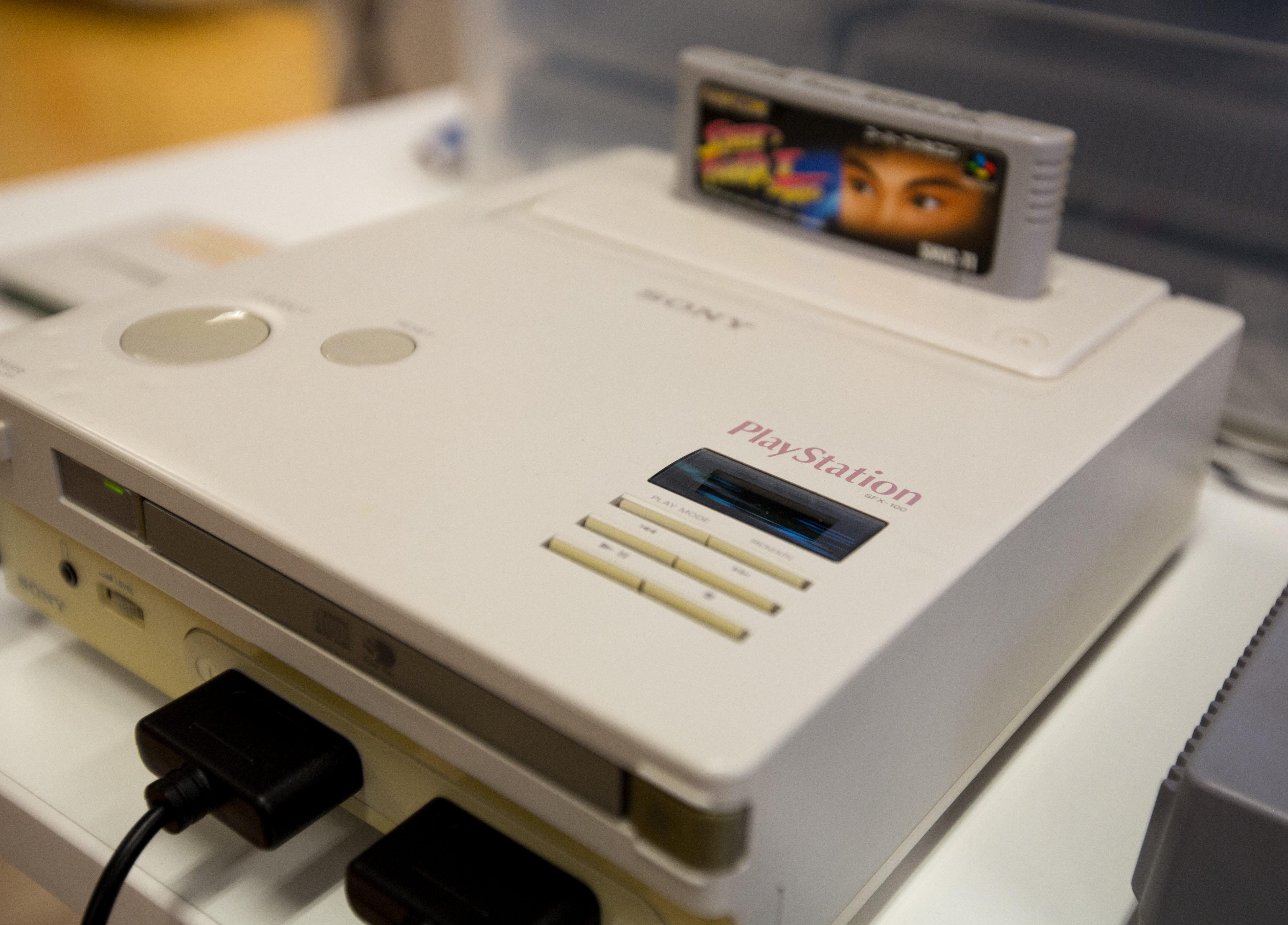
「Play Station」原型遊戲主機

索尼在与任天堂签订合同之后决定自行开发一款与超级任天堂兼容的游戏机，但这款游戏机更像是一个家庭娱乐系统，既能游玩超级任天堂的游戏，又能播放索尼即将要设计的新的CD光盘。而这也是SNES-CD所需要的。虽然任天堂在电子游戏市场上处于领先地位，但索尼依然有市场的极大的控制权。
这款名为“Play Station”的产品在1991年5月的消費電子展上向公众公布。然而，后来任天堂的社长山内溥回顾1988年索尼和任天堂之间签订的原始合同时，他意识到，这份协议实质上赋予了索尼对所有SNES的CD-ROM格式的游戏的所有权和完全控制权。山内溥认为这份合同完全不可接受，他秘密的取消了SNES-CD开发的所有计划。并取消与索尼的合作。在消費電子展那天上午9点，美国任天堂高級副总裁霍华德·林肯走上舞台，透露了任天堂现在与飞利浦结盟，且放弃之前和索尼合作完成的所有工作。在这之前，霍华德·林肯和美国任天堂社長荒川實在索尼不知情的情况下，飞抵飞利浦在荷兰的全球总部，组成了一个性质截然不同的联盟，SNES-CD的光盘部分由飞利浦开发，且任天堂拥有所有在飞利浦开发的机器上的游戏的所有权利。
索尼在和任天堂合作的项目失败后，曾一度考虑与世嘉合作生产一个独立的游戏机。当时的世嘉首席执行官汤姆·卡里因斯克将这一提议提交给了世嘉在东京的董事会。然而，董事会通过决议拒绝了这一请求。在2013年的一次采访中，汤姆·卡里因斯克回忆道：“这是一个愚蠢的想法，索尼根本不知道如何制造游戏机硬件。他们也不知道如何制作游戏软件。我们为什么要跟他合作呢？”这使索尼停止了他们对家用游戏机的研究，但后来索尼决定利用之前与任天堂和世嘉合作开发的废弃产品，重新完善设计，使其变成兼容超级任天堂的完整游戏机。结果，任天堂提起诉讼，声称索尼违反合同，并试图在美国联邦法院获得销售禁令，禁止索尼发布命名为“Play Station”的游戏机，理由是任天堂拥有这个名字。而主持该案的联邦法官否认了禁令。最终，索尼于1991年10月公布了这个兼容超级任天堂的完整游戏机。然而，理论上只有200台左右的机器得以生产出来。
1992年底，索尼和任天堂达成协议。任天堂同意索尼开发“Play Station”，并允许其兼容超级任天堂主机游戏，但同时任天堂拥有所有超级任天堂游戏的权利，并从游戏中获得大部分利润，超级任天堂也将会继续使用索尼设计的音频芯片。然而后来，索尼认为超级任天堂的硬件已经过时，在1993年初决定完全重新开始设计“Play Station”。删除超级任天堂游戏卡带插槽，去掉“Play Station”名称之间的空格，成为“PlayStation”。从而变成了一个完全由索尼自己开发的游戏机。据索尼的一位工程师说，索尼与任天堂结束合作后，所有的设计方案都被废弃了，PlayStation的设计也重新开始。索尼互动娱乐的北美分部：索尼电脑娱乐美国公司在向公众调查之后，得知“PlayStation”的名称已经被公众厌恶。原本决定以替代名称“PSX”来推广新的游戏主机。在北美推出PlayStation之前的广告曾提到了“PSX”，但在PlayStation推出之前，这个词就被取消了。
据時任索尼電腦娛樂的制作人赤川良二和主席丸山茂雄说，当时还不确定游戏机应该主要集中在2D精灵图形还是3D多边形图形。直到目睹了世嘉的3D实时渲染游戏《VR战士》在日本成功之后，“PlayStation的开发方向立刻变得清晰起来”，3D多边形图形成为了游戏机开发的主要焦点。
与世嘉不同，索尼没有街机部门来销售游戏机，也没有其他的内部部门来解决这个问题。为了解决这个问题，索尼收购了诸如Psygnosis的工作室，并与热门游戏出版商南梦宫和威廉姆斯娱乐签订了独家游戏开发和发行协议。
新闻业界对PlayStation的宣传迅速蔓延，1994年初，《GamePro》报道称：“许多电子游戏公司（觉得）在不久的将来，需要与之竞争的电子游戏平台将来自任天堂、世嘉……”和“索尼”。

### 发售

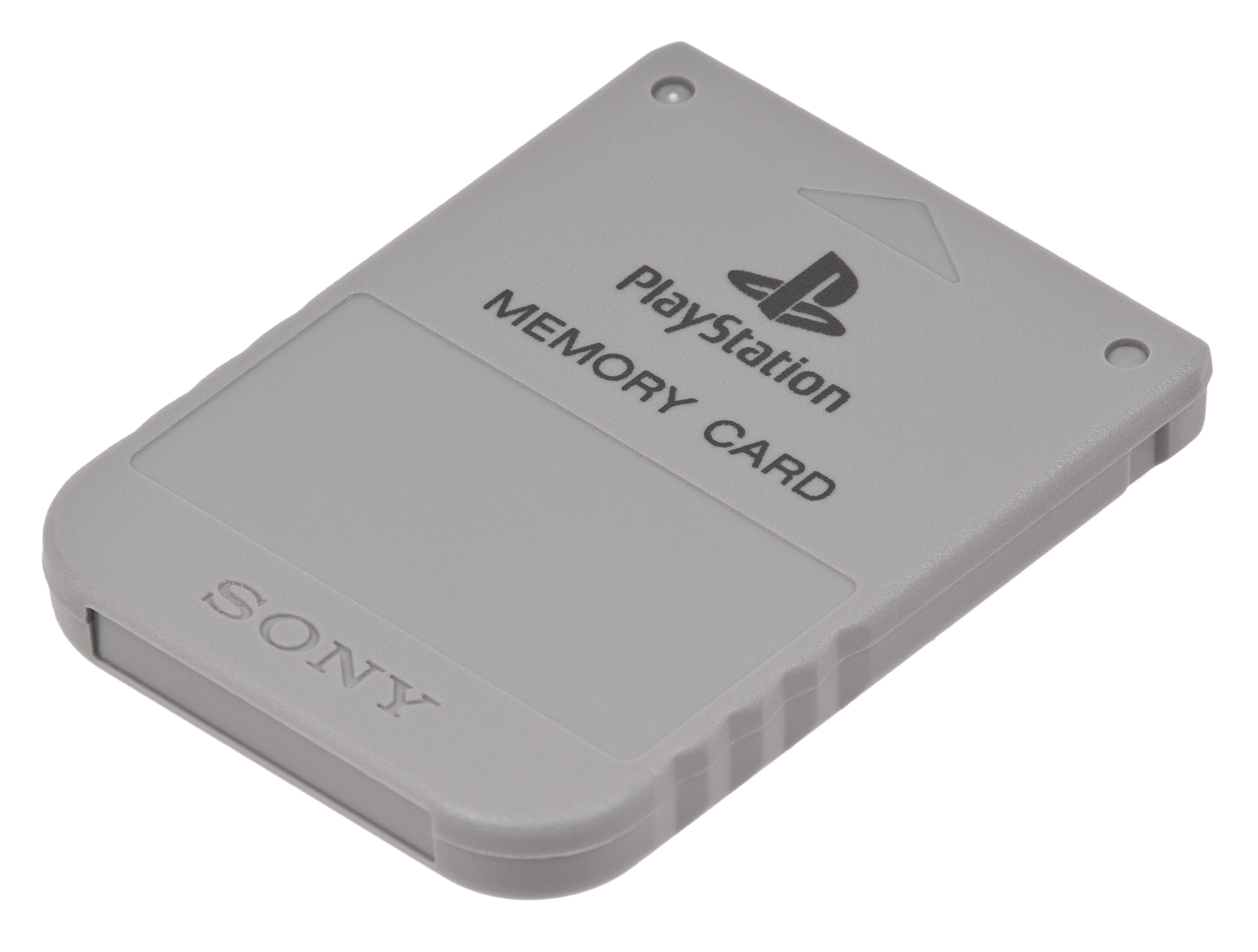
PlayStation 記憶卡

PlayStation于1994年12月3日在日本发行，北美于1995年9月9日发行，欧洲于1995年9月29日发行，大洋洲于1995年11月15日发行。这款游戏机在日本立刻大获成功，在上市的头六个月里就卖出了200多万台。在美国，1995年4个月之内售出80万台，使PlayStation遥遥领先于其他同时代的游戏机，但它仍然被老的超级任天堂和Mega Drive打败。PlayStation的美国的发售价格为299美元。索尼几乎在所有类型的游戏中都获得了成功，比如《斗神传》，《鹰派》，《皇牌空战》，《Philosoma》, 《山脊赛车》和《雷曼》。与当时绝大多数的游戏机不同的是，PlayStation在发布时没有捆绑销售游戏。索尼发布后的几个月软件销售强劲，主机和游戏软件的销售量比率约为1:4。
微软董事长比尔·盖茨相比世嘉而言更喜欢索尼的游戏机，他说：“我们的游戏设计师喜欢索尼的机器。”微软在后来设计开发了Xbox游戏主机，用来与索尼竞争。在1995年5月的一场特殊的游戏机器交叉评测中，Fami通为PlayStation评分19分，满分40分。在北美上市几周后，《Next Generation》的员工就对PlayStation进行了评测。他们评论说：虽然CPU是非常普通的，但是它的GPU和声音处理器等辅助硬件的功能非常强大。他们特别赞扬了它对3D技术的关注，并积极评价了PlayStation控制器的舒适性和存储卡的便利性。并给主机4.5颗星，他们总结道:“要想在这个竞争激烈的市场上取得成功，你需要强大的硬件、出色的游戏和出色的营销。”无论是凭借技术、运气还是财大气粗，索尼在这场战争的第一波攻势中取得了三分之一的好成绩。在销售主机时的广告语是：“Live in your world. Play in ours.”。实际上标语为：“LIVE IN YUR WRLD. PLY IN URS.」 其他的标语类似于：“You Are Not Ready”或“U R NOT E.”索尼的首席文化官李·克勞解释说:“这是一个终极挑战。游戏玩家喜欢回应那句口号，然后说“胡说”。让我来告诉你我准备得多么充分。

### 市场的成功
PlayStation成功的关键因素之一是索尼对第三方开发者的态度。世嘉和任天堂采用了孤立主义的方法，通常专注于第一方的开发而使第三方开发者自己开发研究游戏。索尼努力简化了游戏制作中的各种问题和麻烦。通过提供一系列的编程库在线更新，组织第三方技术支持开发团队，在某些情况下直接给第三方公司提供支持帮助等。在1996年末，PlayStation大约有400款游戏正在开发中，相比之下，世嘉土星大约有200款游戏在开发中，任天堂64只有60款。
虽然世嘉土星的销售对象是18到34岁的年轻人，但它的市场营销范围大致相当，但并不仅限于12岁至24岁的人群。世嘉和索尼都认为，年轻的玩家通常会崇拜年长、经验丰富的玩家，他们会受针对青少年和成年人的广告所吸引。此外，索尼还发现，针对青少年的广告最适合针对成年人：根据李·克勞的说法，“我们早期解决的问题之一是，每个人在玩电子游戏的时候都是17岁。”年轻人崇拜最优秀的游戏玩家，他们通常年纪更大，更老练，更有天赋。还有人开始工作、长大，但当他们走进自己的房间，坐下来玩电子游戏时，他们又年轻了起来，又回到了17岁。起初，PlayStation的用户群偏向于成年人，但在第一次价格下跌后，用户群开始扩大。
1996年，市场对PlayStation游戏的高需求促使索尼决定扩大其在俄勒冈州的CD生产工厂，将其月产量从400万张增加到650万张。PlayStation的销量是世嘉土星销量的两倍，当PlayStation和土星5月价格跌至199美元时，索尼的领先优势也大幅提升，这在很大程度上是因为一些零售商（如KB_Toys）没有备货土星。1996年，PlayStation游戏机在欧洲的销量与土星不相上下。
PlayStation花了更多的时间在日本取得电子游戏中的统治地位。索尼电脑娱乐总裁德中晖久表示，PlayStation和世嘉土星上市近两年之后，两家公司之间的竞争仍“非常激烈”，两款游戏机的销量在相当长的时间内都无法保持领先地位。

## 功能
PlayStation除了玩PlayStation游戏，还能播放音频CD。在亚洲发行的型号SCPH-5903还能播放视频CD。和大多数的CD播放器一样，PlayStation能够随机播放CD歌曲、按顺序播放歌曲、重复播放单首歌曲或重复播放整张CD。后来发行的PlayStation机型可以使用一种叫做SoundScope的音乐可视化功能。不插入游戏光盘或打开CD托盘的情况下来启动主机，就可以进入播放CD以及存储卡管理器的功能，这实际上是访问了PlayStation BIOS的菜单。
PlayStation和PS One的实际图形界面根据固件版本的不同而不同：最初的PlayStation菜单有一个深蓝色的背景，以及彩虹色的按钮图标。早期的PAL制式版本的PlayStation和PS one菜单界面有一个灰色的背景，中间有两个图标，每个版本的菜单界面都不同。如果在菜单界面放入游戏CD，并关上光盘盖，游戏会立刻开始。

## 游戏软件
截至2007年6月30日，全球共发行了7,918款游戏软件（包括在多个地区发行的游戏）。截至2007年3月31日，游戏软件的累计出货量为9.62亿。在美国发布的最后一款PlayStation游戏是《FIFA足球2005》。然而，在后来的几年里，又出版了一些重印和翻新的游戏。2007年7月26日，《合金装备:至尊精选》发布，其中包含了原始PlayStation版本的《合金装备》。2011年，Capcom发布了《生化危机15周年系列》，2012年，Square Enix在日本发布了《最终幻想25周年终极套装》，里面包含了所有的《最终幻想》游戏，其中大部分都是PlayStation版本游戏CD。
在日本以外，PlayStation游戏光盘最初是用纸板包装的，尺寸类似于3DO和世嘉土星游戏的包装。后来游戏的包装换为透明塑料光盘盒，与日本的一些音频CD的包装相同，这种包装更加节省空间，经过调查后，发现玩家也更喜欢这种新包装。

### 区域差异
大多数日本开发的PlayStation游戏，其北美和欧洲版本的游戏的确认和取消按钮是颠倒的。在日本，按钮（右侧的圆形按钮）是确认按钮， 按钮（下侧的叉型按钮）是取消按钮。而在北美和欧洲版本的游戏中：或按钮是确认按钮，或按钮是取消按钮。一些游戏（比如《異域神兵》）用作为取消和选择的按钮，后来的PlayStation 2系统浏览器和PlayStation 3和PSP上的XrossMedia Bar都也是如此。但是有一些游戏，比如史克威爾的《放浪冒险谭》、《最终幻想VII》（使用 按钮作为取消按钮）、《最终幻想战略版》、南梦宫的《Ridge Racer Type 4》和科樂美的《潛龍諜影》在全球都使用同一套按键顺序。其他一些游戏，比如日本版的《GT賽車》使用了类似于北美的按键顺序。这些日本按钮布局仍然适用于其他PlayStation游戏机。这是因为在早期，索尼美国（SCEA）、索尼欧洲（SCEE）和索尼日本（SCEJ）在各自的领土上有着不同的开发和测试文档（TRCs）。

## 硬件
这项技术来自于一个独创的想法，我们为图形的渲染创建了一个合成器，所以你基本只需要创建一个基本的图形，然后就能在合成器里面快速而容易地为这个图形添加各种效果。
 — 硬件设计师久夛良木健

### 硬件问题
早期的PlayStation机型，特别是最早发售的1000机型，有很多玩家在游玩游戏的时候都会遇到视频动画中途卡顿或PlayStation游戏机发出“滴答”声音的情况。这个问题来自于机器的散热口设计不当，在某些环境下会导致机器过热，从而导致机器内部的塑料外壳变形，导致光盘的激光读取器偏移。解决的方案是确保主机位于一个在通风良好的区域并放置在有效的散热表面上。索尼公司的代表们也建议在不使用PlayStation的时候将其电源线拔掉，因为系统在关闭的时候会使用少量的电量，从而产生热量。

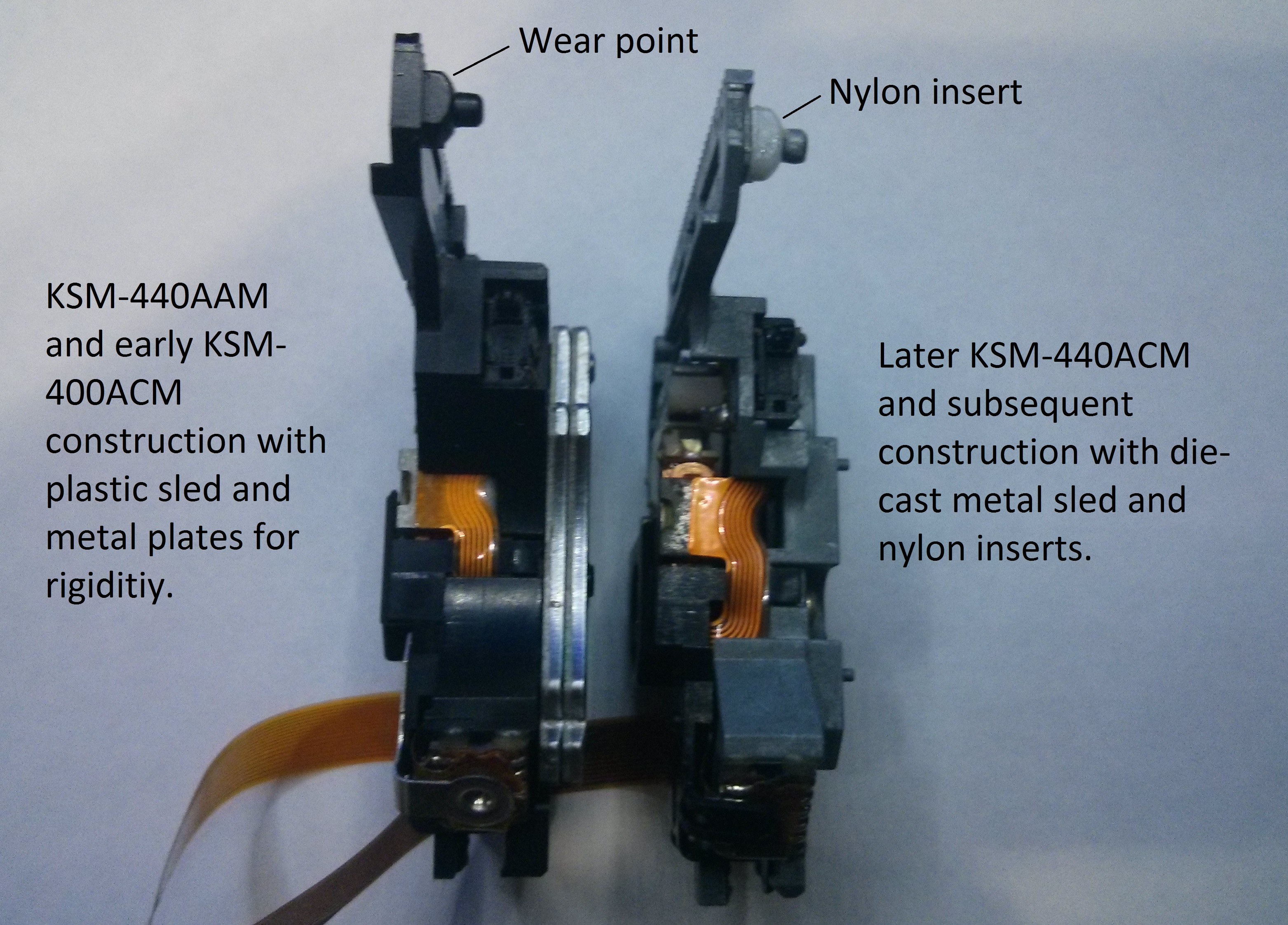
新旧光驱激光读取器对比（英语）

第一批PlayStation使用了KSM-440AAM激光光盘读取器，其外壳和所有可移动部件都完全由塑料制成。随着时间的推移，摩擦会导致激光塑料透镜轨道磨损，通常磨损是不均匀的。由于游玩时附加的热量，激光读取器靠近电源的位置会加速磨损，使得塑料更容易受到摩擦。最终，激光透镜的一面的磨损会十分严重，导致激光发射器倾斜，不能正确指向CD光盘，导致数据读取错误，游戏将无法加载。一个常见的解决办法是将PlayStation主机整个颠倒过来，重力会使激光读取器倒在滑轨上，而不是受磨损的轨道上。索尼在后面型号中解决了这个问题，用壓鑄金属重新制造了轨道，并将激光读取装置放置在距离电源适配器稍远的地方。
由于工程设计上的疏忽，PlayStation不能在几款老型号的电视机上显示画面，而会导致屏幕闪烁。由于只有一小部分PlayStation的用户使用这种电视机，索尼决定不改变游戏机的设计，而是让消费者可以自行将PlayStation主机送到索尼的一个服务中心，安装一个官方的改装芯片，这样就可以在旧电视上正常显示了。

### 防拷贝
在PlayStation之前，复制光盘游戏只有一些有能力的游戏发烧友或者一些在CD制造商工作的人才能进行复制。然而，CD刻录机在当时越来越便宜并容易获得。索尼则选择直接修改PlayStation光盘的存储规则，正常光盘的数据轨迹是沿着圆盘按平滑的螺旋路径来存储，而PlayStation的光盘则使用波浪的螺旋路径来存储。所以，任何的标准CD-R光盘或者标准CD光盘的游戏都无法在PlayStation上游玩PlayStation游戏光盘的区域编码也做了更改，例如，用于在NTSC-U/C区域中分发的盘的编码字母为“SCEA”，在欧洲为“SCEE”，在日本为“SCEI”。也同样用作复制保护和区域锁定。
通过安装一个非官方的破解芯片，PlayStation也可以游玩使用CD-R刻录的游戏。破解芯片直接向从光盘读取的数据流中添加了破解数据，因此还能破解游戏光盘的区域限制。
一些开源的破解芯片是用现成的电子部件设计的，在主机后期，几乎所有掌握基础锡焊技术的人都能轻松完成这项操作。这导致网络上出现了许多未经官方批准使用自由软件、使用非官方工具开发的游戏以及许多游戏光盘文件。随着这类芯片的开发，许多专业的技术人员和一些盗版游戏玩家渐渐地开始购买PlayStation进行研究，而在这同时为了保护版权的一些人也开始了研究。1996年，索尼公司对一些广告公司进行了诉讼，这些公司在《敲诈勒索》和《腐败组织法》的指导下，对这种模式和盗版游戏进行了广告宣传。
一些公司（尤其是Datel）自行生产了一些可以直接在原版主机上直接运行的游戏光盘。

### 控制器
PlayStation控制器使用的是四个方向按钮，而不是十字键，市面上基本所有游戏机都使用十字键来进行定向移动。

### 外围设备
PlayStation的外围设备包括存储卡、PlayStation 鼠标、PlayStation模拟飞行摇杆、PlayStation连接线、多人游戏连接器（转接插座）、存储驱动器（一个3.5寸软盘驱动器）、GunCon（也就是光枪）和一个Glasstron（頭戴式顯示器）。

### 技术规格
- 中央处理器: 32位元 精简指令集 MIPS R3000A（英语：R3000）-兼容 MIPS R3051 （33.8688 MHz）[77]
- MDEC：用于播放FMV的视频解码器[78]
- 内存：主内存2 MB，视频内存1 MB[79]
- 图像：专用图像处理器与几何变换引擎（GTE）[80][81]可以进行二维图形旋转，缩放(2.5D)，透明度和衰落，还可以处理三维图形的仿射纹理映射和浓淡处理[77]
- 输出颜色: 1670万色(真彩色)[82]
- 最大图像精灵数量：4000[77]
- 多边形：18万每秒（材质贴图），36万每秒（平面着色（英语：Flat shading））
- 显示分辨率：256×224至640×480 像素（最大480i）[77]
- 音频：16位音频位深度（英语：Audio bit depth），24通道ADPCM[51]

## 机型

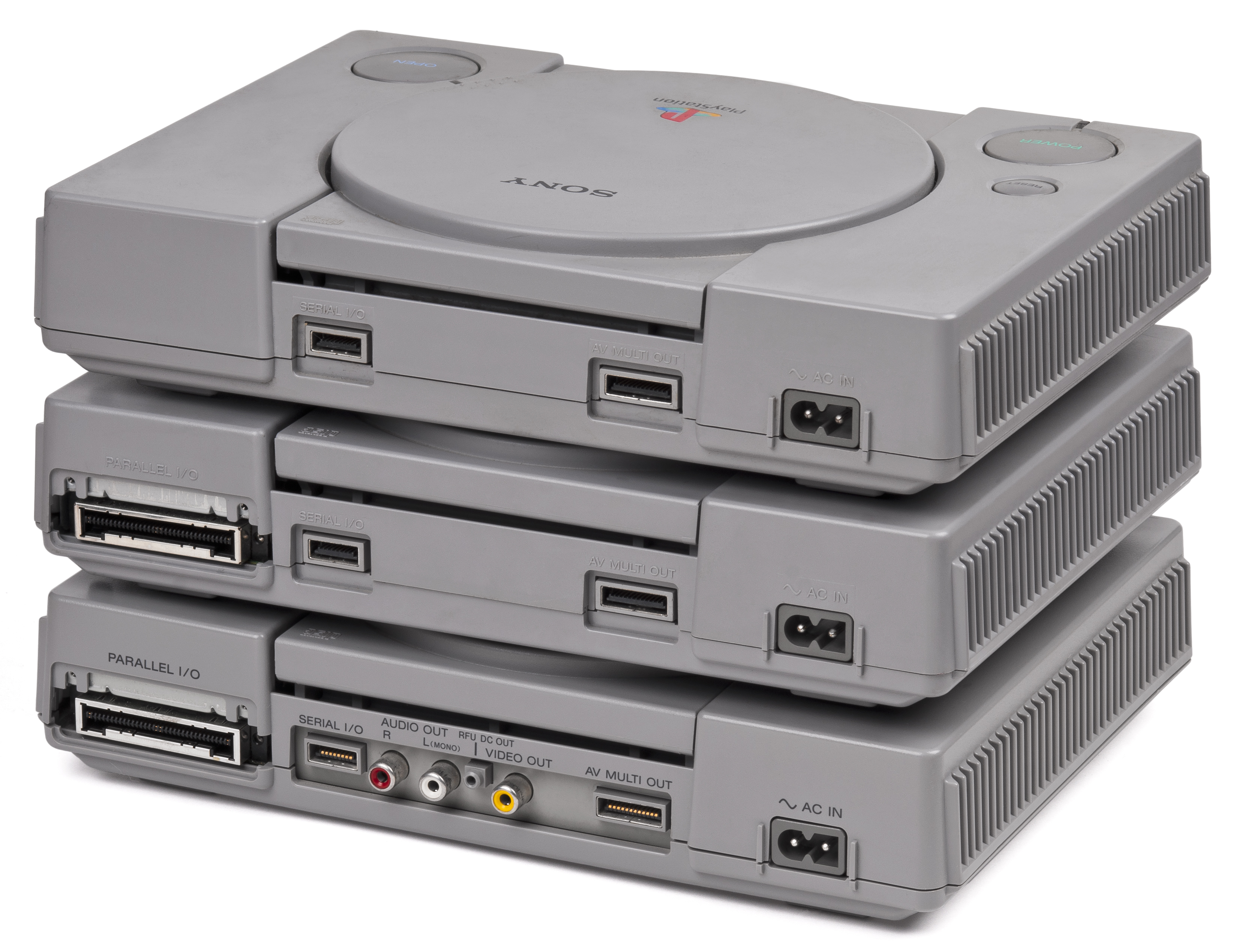
SCPH-1001（下）、SCPH-5001（中）、SCPH-9001（上）机型对比。SCPH-900x机型删除了并行I/O口，SCPH-500x机型删除了RCA视频输出口

PlayStation在生产过程中经历了许多改变。从外观的角度来看，各个型号之间最显著的变化是接口数量的减少。在第一次型号修订中删除了RCA视频接口，在最后一次修订中删除了并行I/O数据端口。
索尼为业余爱好者和开发者推出了一款开发用机型，称为Net Yaroze，该套装于1996年6月在日本推出，1997年在其他国家推出。只有通过订购服务才能购买，其中包括开发用主机和开发必要的文档和软件，用于为PlayStation游戏和应用程序编程。

### PS one
2000年7月7日，索尼发布了PS one，一个重新设计的小型PlayStation主机。这是2000年年底以来销量最高的游戏机，销量超过其他所有游戏机，包括索尼旗下的PlayStation 2。2006年3月停产时，已售出2815万台PS one。一个版本的PS one包含了一块5-英寸（130-） 液晶显示屏幕，作为“组合包”销售。

## 继任者
PlayStation的继任者是PlayStation 2，其支持向后兼容游玩差不多所有PlayStation游戏。
第三代PlayStation，即PlayStation 3，于2006年11月11日在日本上市，2006年11月17日在北美上市，2007年3月23日在欧洲上市。PlayStation 3的向后兼容性因型号不同而不同。新版本的PlayStation 3型号，如Slim，只能向后兼容原始的PlayStation游戏，而旧的60 GB版本（第一个PS3版本）可以通过通过情感引擎和/或现实模拟器来玩PlayStation和PlayStation 2游戏。虽然PlayStation 3游戏不是区域锁定的，但PlayStation和PlayStation 2游戏只能在同一地区的PlayStation 3上玩。
索尼公司于2013年2月20日宣布了第四代继任者PlayStation 4，于2013年11月15日在美国发行，于2013年11月29日在欧洲发行，2014年2月22日在日本和亚洲发行。不过，它只能通过一个名为PlayStation Now的串流服务，向后兼容PS3游戏。
PlayStation Portable，是2004年末PlayStation系列的首个掌上遊戲機。PlayStation Portable能够通过PlayStation Store下载PlayStation游戏进行游玩，也可以通过PlayStation 3的远程游玩功能来游玩任何PlayStation游戏。
PlayStation Portable的后继者PlayStation Vita兼容从PlayStation Store下载的PlayStation Portable以及PlayStation游戏。

## 影響
1994年末，索尼電腦娛樂是电子游戏行业的新贵，上世纪90年代初，任天堂和世嘉占据了电子游戏行业的主导地位。自1985年任天堂推出红白机以来，任天堂一直是电子游戏行业的领跑者。人们最初估计，任天堂64将继续保持这一地位。PlayStation的目标受众包括15到17岁的儿童，18至29岁的成人，是第一代玩电子游戏长大的人。1990年代末，索尼凭借PlayStation游戏机成为备受推崇的游戏机品牌，远远领先于排名第二的任天堂，世嘉则被远远甩至第三位。
PlayStation在基础硬件和开发者支持方面的领先地位为下一代PlayStation 2的数字视频录制机成功铺平了道路。新一代PlayStation 2战胜了早早发售的世嘉Dreamcast，之后也抵挡了微软Xbox和任天堂GameCube的竞争。

### CD格式
人们普遍认为，PlayStation的成功影响了基于卡带的游戏主机的消亡。虽然PlayStation不是第一个使用光盘格式的游戏主机，但它是第一个非常成功的主机，并且最终与使用卡带的家用游戏主机任天堂64正面交锋。
选择CD光盘作为游戏存储格式是我们所做的最重要的决定之一。我相信你能理解，PlayStation也可以很轻松的使用卡带来存储游戏。但是游戏的3D引擎和其他所有东西（整个PlayStation格式）是独立于游戏的。由于各种原因（包括消费者的经济状况、生产的困难问题、库存控制以及软件发行商），我们推断CD光盘将是PlayStation游戏的最佳存储方式。
 — 索尼互动娱乐公司总裁德中晖久，1996年
任天堂对使用CD和DVD来存储游戏持怀疑态度，并以较长的加载时间和存储问题为由公开表示怀疑。人们普遍猜测，考虑到任天堂的收入主要依赖于游戏许可和第一方游戏系列，因此，该公司相比光盘的大容量的优点更关心卡带的防拷贝的优点。由于破解芯片的安装相对容易，PlayStation上的盗版猖獗，使得PlayStation可以免费玩各种游戏并绕过游戏的区域限制，也可以将游戏自行复制到CD-R光盘上游玩，这使得这款游戏机对程序员和盗版玩家非常有吸引力。
游戏在内容、图形和声音方面的复杂性不断增加，将卡带推向了它们的存储极限，这逐渐使一些第三方开发者失去兴趣。CD格式对出版商的部分吸引力在于它们可以以更低的成本制作，并提供更多的生产灵活性，以满足需求。因此，一些第三方开发人员转而开发PlayStation，如史克威爾的《最终幻想VII》和艾尼克斯的《勇者斗恶龙VII 伊甸的战士们》，后者《勇者斗恶龙VII 伊甸的战士们》最初是为N64预先设计。而一些开发商仍在为任天堂64开发游戏（科樂美只发行了13款任天堂64游戏，但PlayStation上的游戏数量超过了50款）。新游戏在PlayStation上接连推出，任天堂64的游戏发布频率却较低，而且任天堂64的大部分成功的游戏是由任天堂自己或其他第三方开发的，比如Rare。较低的制作成本也让出版商获得了额外的利润来源：对已经赚回开发成本的游戏进行重新定价，从而增加游戏销量。